# Aravind Srinivas
Aravind Srinivas (Chennai, Tamil Nadu, India, 1993) es un doctor Ingeniero Informático indio, cofundador y CEO de la compañía Perplexity AI.

## Biografía

### Estudios
Estudió Ingeniería Eléctrica en el Instituto Tecnológico de Chennai (antiguamente conocida como Madrás), en India, y posteriormente se trasladó a estudiar a Estados Unidos, donde obtuvo el doctorado en Ingeniería Informática en la Universidad de California (Berkeley).

### Carrera profesional
En 2018 fue becado para trabajar en OpenAI. Después trabajó durante dos años en DeepMind y Google, para volver nuevamente a OpenAI como investigador científico. En agosto de 2022 dejó este puesto para fundar la compañía Perplexity AI, junto con Denis Yarats, Johnny Ho y Andy Konwinski.
En 2024 fue incluido en la lista de  las 100 personas más influyentes en inteligencia artificial según Time: TIME100 AI.